# Monika Follenius
Monika Follenius (* 1954 in Landau in der Pfalz) ist eine deutsche Malerin.

## Leben
Sie besuchte das Max-Slevogt-Gymnasium, wo sie 1972 das Abitur ablegte. Ihr Studium von 1972 bis 1975 an der Erziehungswissenschaftlichen Hochschule Landau, der heutigen Universität Koblenz-Landau, beendete sie mit dem Ersten Staatsexamen in den Fächern Mathematik und Bildender Kunst. Danach war sie Lehrerin an verschiedenen Schulen, zuletzt an der Integrierten Gesamtschule Wörth, wo sie im Sommer 2019 in den Ruhestand verabschiedet wurde. Dazwischen nahm sie vier Sabbatjahre, um Zeit für ihre künstlerische Tätigkeit zu haben.

## Werke
In einer Rezension ihrer Werke heißt es 2008 in der Zeitung Die Rheinpfalz: „Ihre Acrylmalerei tut alles, um den Anschein von Idylle zu vermeiden. Allein die Tatsache, dass sie bei den Landschaften immer nur ein Bild in Farbe und die drei oder vier anderen Bilder in Schwarz-Weiß malt, zeitigt einen dokumentarischen Effekt. Kühl oder gar cool im schnoddrig-modernen Sinn lässt sich diese Darstellungsweise jedoch nicht bezeichnen, eher liegt ein melancholischer Schleier auf den Feldern, den Reben, dem Haardt-Gebirge, den schweren Himmeln. Es ist, als ob die Künstlerin von alten Postkarten abgemalt hätte, die noch die alten unversehrten Fluren zeigen, man fühlt sich in die 1950er Jahre versetzt. Und stellt erleichtert fest, dass es dann doch farbige Kontrapunkte gibt zwischen all den Grauwertigkeiten: Klatschmohnfelder, Rapsfelder und einzelne Sonnenblumen, die man erst beim Nähertreten entdeckt.“
Matthias Brück urteilte: "Dass Monika Follenius zu Recht seit eh und je als eine Virtuosin des Idyllischen charakterisiert wurde, will wohl niemand bestreiten. Eine Künstlerin, die diesen Begriff aller negativer Attribute entkleidet hat und in ihrem Schaffen einen unverstellten, unsentimentalen Sinn für natürliche, ruhige Schönheit gefunden hat. Doch zumeist schwebte über ihren Farbradierungen – wie ein kleines, zusätzliches Korrektiv – ein Hauch von sanfter Melancholie, der verhinderte, dass Schönheit zur konsumierbaren Banalität wurde. Doch die Zeiten wie die Menschen ändern sich: die Pfalz und manche anderen Regionen erschienen dieser Künstlerin schlicht "bunt genug". Also wechselte sie von den Farben zum atmosphärischen Schwarz-Weiß – von der Radierung zur Acryl-Technik. Die vertrauten Motive änderten sich nur wenig und wie immer, wird der besondere Reiz einer Landschaft, eines halb verfallenen Tores oder eines versteckten Winkels aufgespürt, erfahren und schließlich ins Bild gesetzt."

## Ausstellungen (Auswahl)
Im Ausstellungsverzeichnis sind unter anderem genannt:
| - 1983 Villa Streccius, Landau - 1987 Burg Galerie, Landstuhl - 1988 Dierdorfer Uhrturm - 1990 Galerie Stadtmühle, Annweiler am Trifels - 1991 Deutsche Parlamentarische Gesellschaft, Bonn - 1993 Galerie Der Töpfer, St. Martin - 1994 Feuerbachhaus, Speyer - 1995 Kleine Galerie, Ingelheim | - 1999 Galerie Goosmann, Bad Bergzabern - 2001 Kulturtage Südliche Weinstraße - 2002 Zehnthaus Römerberg - 2003 Deutsches Schuhmuseum Hauenstein - 2004 Galerie im Klemmhof Neustadt - 2004 Kunst und Wein – Weyher in der Pfalz - 2006 Kunstmarkt Zehnthaus Jockgrim - 2009 Galerie Altes Rathaus, Wörth |